# Voiello

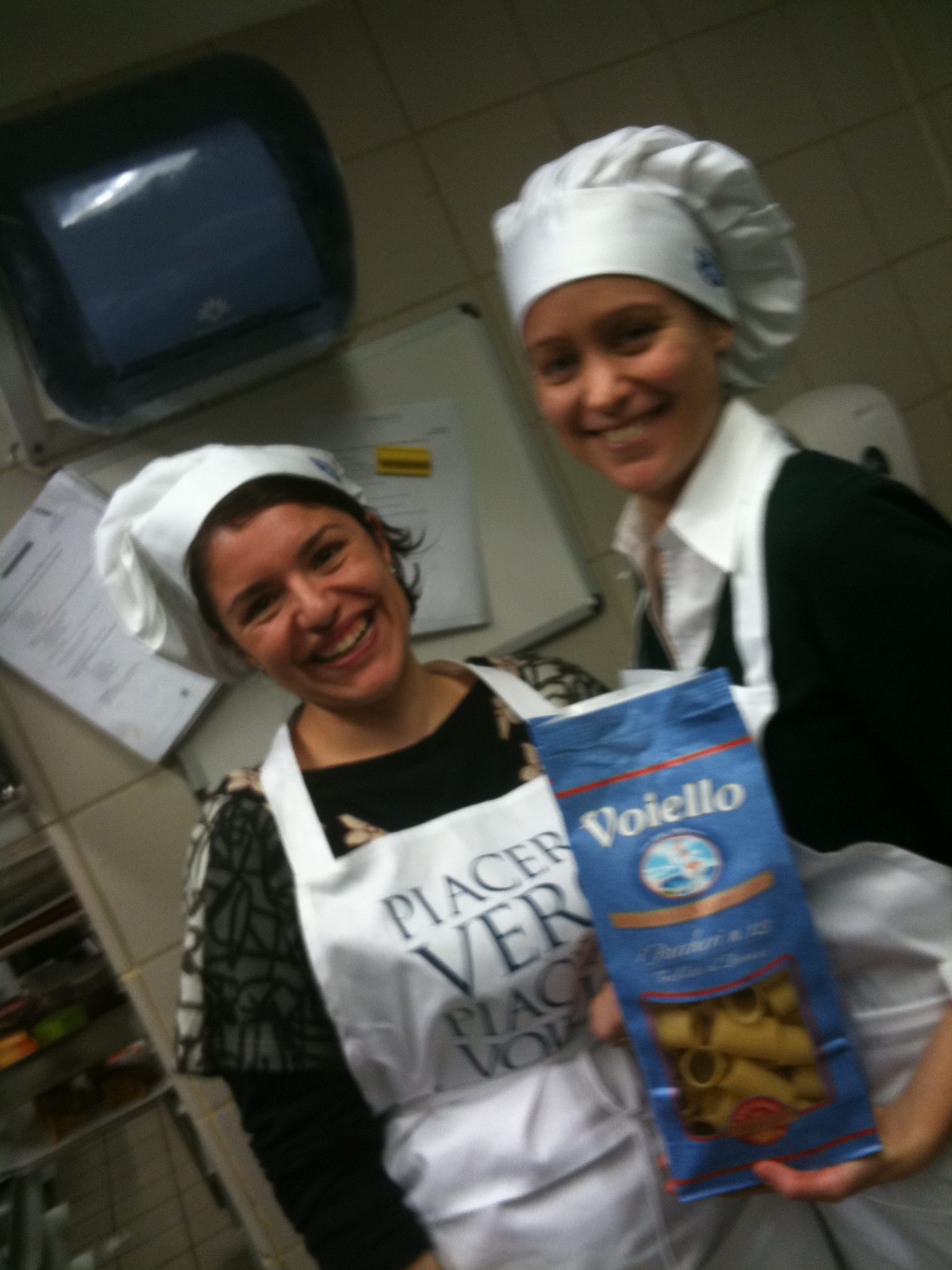
Dos mujeres cocinando con la pasta Voiello.

Voiello S. p.A. es una empresa de alimentación italiana productora de pasta.
Después del cierre de la empresa, fundada en Torre Annunziata en 1879, la marca fue comprada por Barilla en 1973. Sus productos son fabricados en una planta de producción de este último ubicado en Marcianise, en la provincia de Caserta.

## Historia
En 1879 Theodore Vojello construyó una fábrica; su hijo, Juan Vojello continuó su trabajo y la terminó fundando lo que hoy es conocido como el Antico Pastificio Giovanni Voiello, que estaba ubicado en contrada Maresca, en el municipio de Torre Annunziata.
En 1910 la pasta Voiello produjo 30.000 quintales de pasta, vendida solo en la plaza de Nápoles. En el curso del siglo XX, la fábrica expandió su producción a través de la introducción de las modernas tecnologías. Desde Nápoles y Campania, pasta Voiello llegó a Milán, Turín, Bérgamo, Génova y Florencia.
Debido a la Segunda Guerra Mundial la producción se redujo de 20.000 a 10.000 quintales.
A principios de la década de 1970 los viejos sistemas obsoletos requieren de la modernización, realizada en 1973, gracias al acuerdo con Barilla, que salvó prácticamente a la empresa al hacerse cargo de la gestión de la empresa, trasladando y ampliando las plantas en Terra di Lavoro cerca en la ciudad de Marcianise.